# Chalinolobus nigrogriseus
Chalinolobus nigrogriseus (Gould, 1852) è un pipistrello della famiglia dei Vespertilionidi diffuso in Australia e Nuova Guinea.

## Descrizione

### Dimensioni
Pipistrello di piccole dimensioni, con la lunghezza della testa e del corpo tra 40 e 48 mm, la lunghezza dell'avambraccio tra 32 e 37 mm, la lunghezza della coda tra 29 e 39 mm, la lunghezza del piede tra 6,9 e 9 mm, la lunghezza delle orecchie tra 7 e 13 mm e un peso fino a 10 g.

### Aspetto
La pelliccia è lunga ed arruffata. Le parti dorsali sono grigio scure con la punta dei peli più chiara che crea un aspetto brizzolato, mentre le parti ventrali sono bruno-grigiastre. Talvolta sono presenti delle strisce più chiare lungo i fianchi che si uniscono nella regione anale. Il muso è corto e largo, dovuto alla presenza di una massa ghiandolare presente su ogni lato e separata dalle narici che si aprono lateralmente da un profondo solco. Le orecchie sono corte, triangolari, con l'estremità arrotondata e con l'antitrago che si estende attraverso un lobo carnoso rotondo sul labbro inferiore all'angolo posteriore del muso e un lobo allungato poco sviluppato lungo il labbro inferiore. Il trago è corto, allargato verso l'estremità arrotondata ed inclinato in avanti. e attaccate posteriormente alla base delle dita dei piedi, i quali sono piccoli. La punta della lunga coda si estende leggermente oltre l'ampio uropatagio. Il calcar è provvisto di una carenatura rotonda ben sviluppata

## Biologia

### Comportamento
Si rifugia nelle cavità degli alberi e anche in fessure rocciose. Forma vivai di diverse centinaia di femmine con i loro piccoli. L'attività predatoria inizia al tramonto. Il volo è lento e manovrato.

### Alimentazione
Si nutre di insetti volanti catturati sopra specchi d'acqua.

### Riproduzione
Danno alla luce due piccoli alla volta da settembre ad ottobre.

## Distribuzione e habitat
Questa specie è diffusa nell'Australia occidentale e Territorio del Nord settentrionali, Queensland settentrionale ed occidentale, Nuova Guinea sud-orientale e sulle isole di Fergusson, Melville e Groote Eylandt.
Vive nelle foreste, savane tropicali, foreste secche di sclerofille e boscaglie costiere fino a 300 metri di altitudine.

## Tassonomia
Sono state riconosciute 2 sottospecie:
- C.n.nigrogriseus: Nuova Guinea, Isola Fergusson, Penisola di Capo York, coste orientali del Queensland e del Nuovo Galles del Sud nord-orientale;
- C.n.rogersi (Thomas, 1909): Queensland occidentale, Territorio del Nord e Australia occidentale settentrionali, Groote Eylandt, Melville.

## Conservazione
La IUCN Red List, considerato il vasto areale e la popolazione presumibilmente numerosa, classifica C.nigrogriseus come specie a rischio minimo (Least Concern)).